# Thomisus
Genre
Synonymes
- Chorizopsis Simon, 1864

Thomisus est un genre d'araignées aranéomorphes de la famille des Thomisidae.

## Distribution
Les espèces de ce genre se rencontrent sur tous les continents sauf aux pôles.
La plupart des espèces se trouvent dans les zones afrotropicale et indomalaise, avec quelques espèces vivant en zones paléarctique, australasienne et néarctique. Seuls Thomisus guadahyrensis vit en Amérique du Sud au Pérou.

## Description

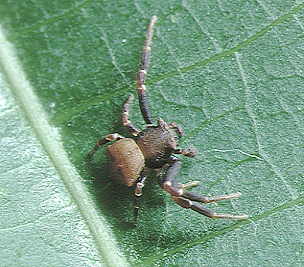
Thomisus kitamurai ♂

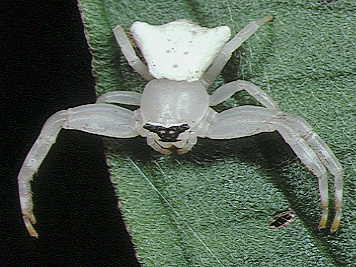
Thomisus kitamurai ♀

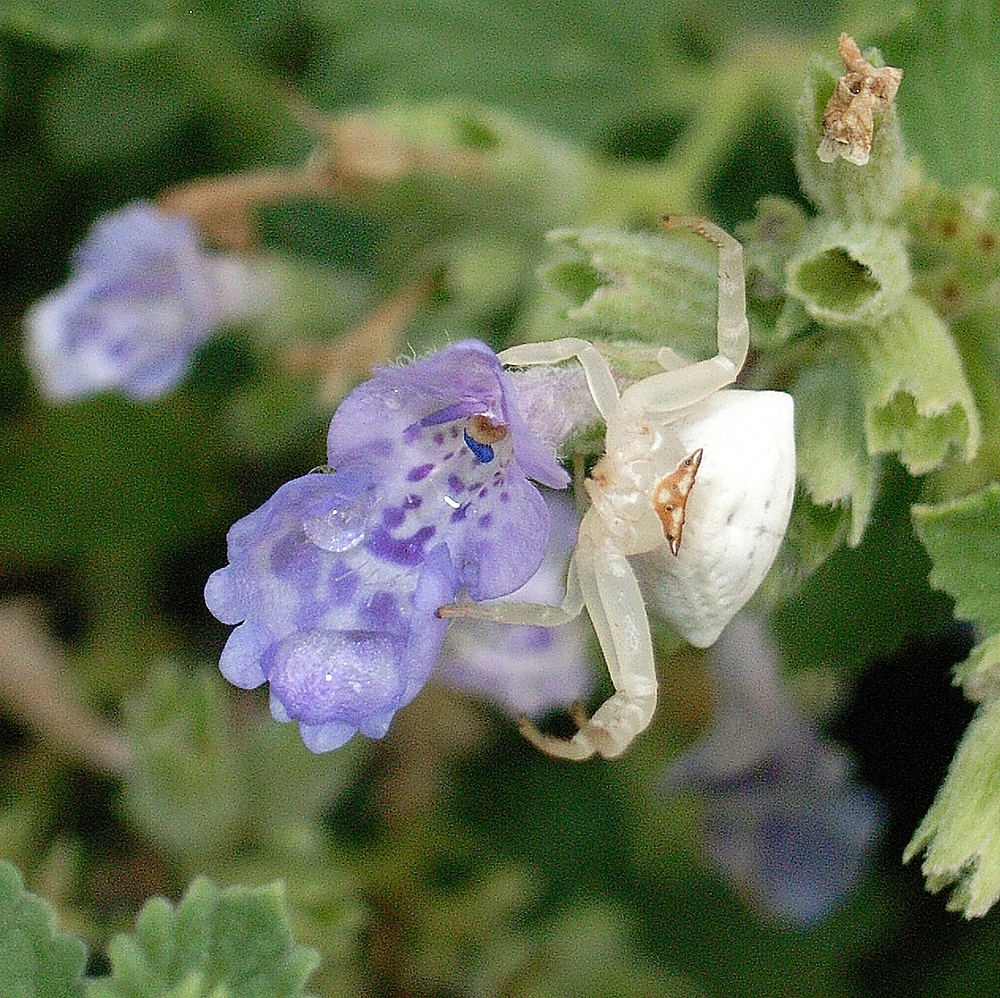
Thomisus labefactus ♀

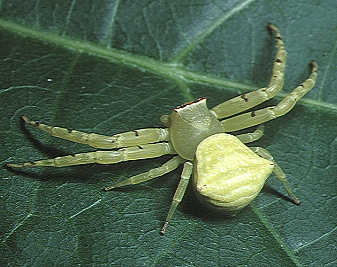
Thomisus okinawensis ♀

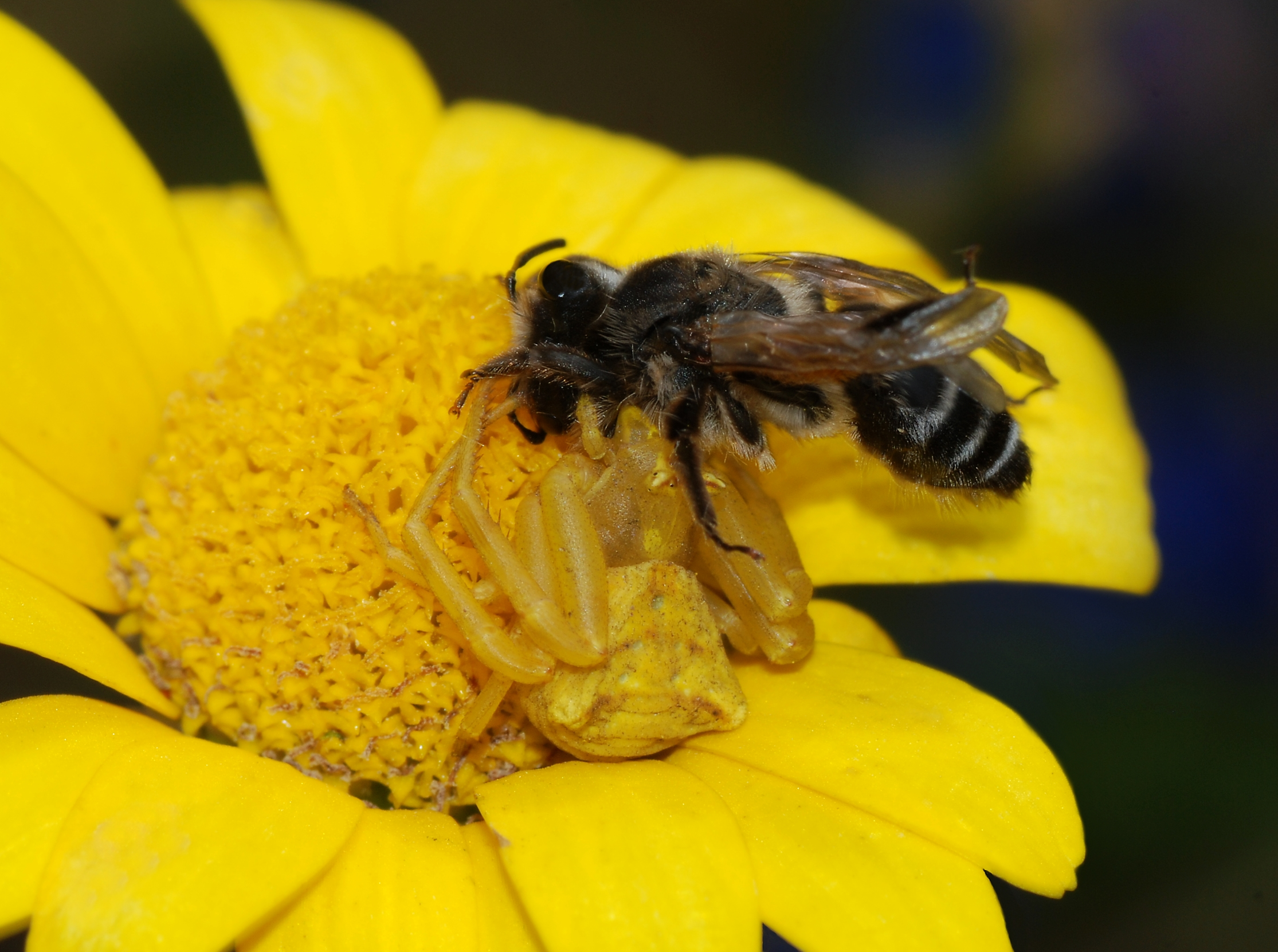
Thomisus onustus capturant une abeille

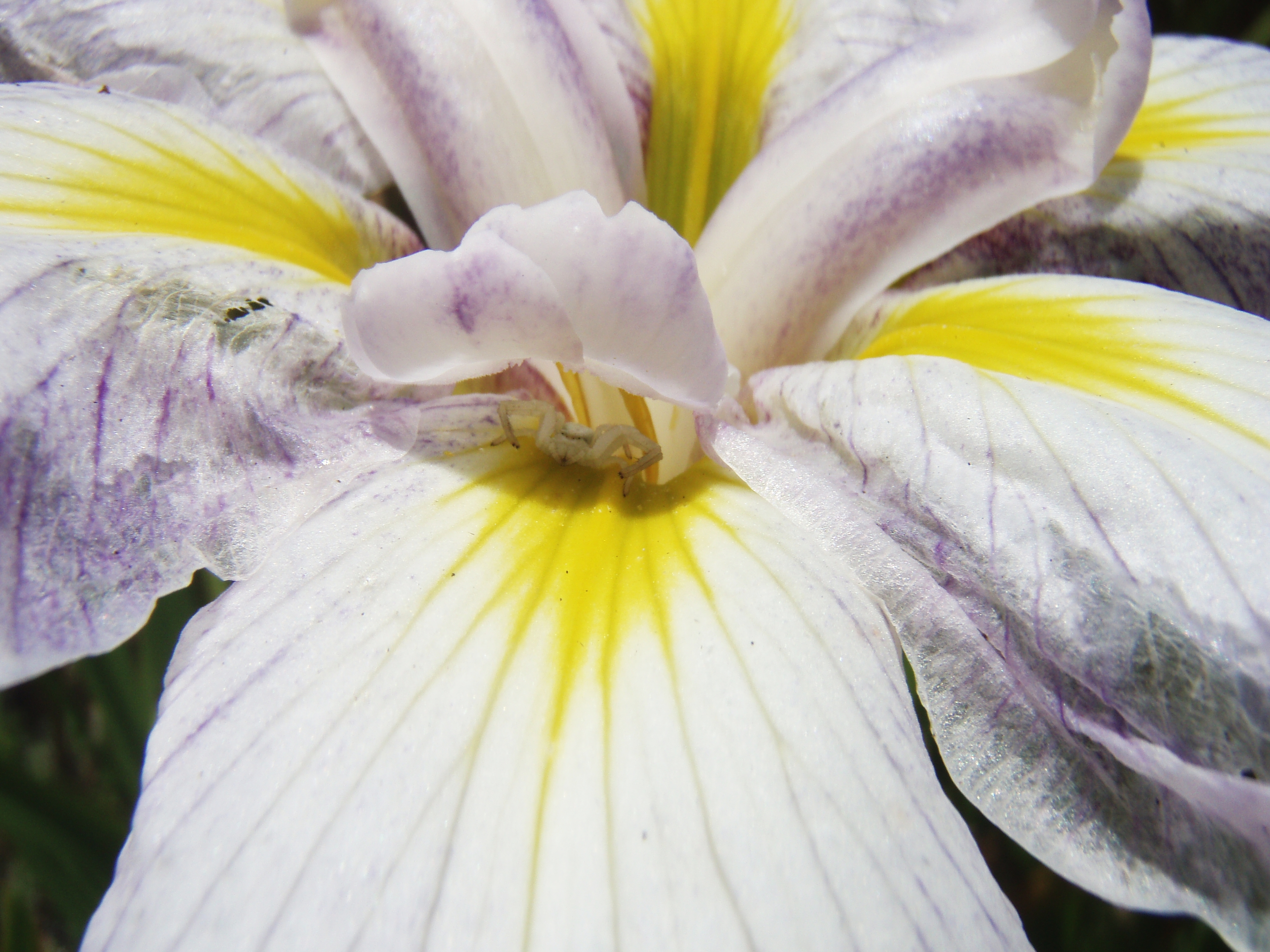
Thomisus spectabilis sur Iris sanguinea

Chez la plupart des espèces, les femelles font de quatre à dix millimètres de long et les mâles de deux à sept. Beaucoup sont de couleur vive, généralement assortie à la couleur de la fleur sur laquelle elles vivent.

## Liste des espèces
Selon World Spider Catalog (version 25.5, 06/02/2025) :
- Thomisus albens O. Pickard-Cambridge, 1885
- Thomisus albertianus Strand, 1913
- Thomisus albohirtus Simon, 1884
- Thomisus amadelphus Simon, 1909
- Thomisus andamanensis Tikader, 1980
- Thomisus angulatulus Roewer, 1951
- Thomisus angustifrons Lucas, 1858
- Thomisus arabicus Simon, 1882
- Thomisus armillatus (Thorell, 1891)
- Thomisus aruni Biswas & Raychaudhuri, 2023
- Thomisus ashishi Gajbe, 2005
- Thomisus australis Comellini, 1957
- Thomisus baghdeoi Gajbe, 2004
- Thomisus bargi Gajbe, 2004
- Thomisus benoiti Comellini, 1959
- Thomisus bhagabatii Biswas & Raychaudhuri, 2024
- Thomisus bicolor Walckenaer, 1837
- Thomisus bidentatus Kulczyński, 1901
- Thomisus bigibbosus Keyserling, 1881
- Thomisus blandus Karsch, 1880
- Thomisus boesenbergi Lenz, 1891
- Thomisus bonnieri Simon, 1902
- Thomisus bueanus Strand, 1916
- Thomisus bulani Tikader, 1960
- Thomisus callidus (Thorell, 1890)
- Thomisus candidus Blackwall, 1866
- Thomisus castaneiceps Simon, 1909
- Thomisus cavaleriei Schenkel, 1963
- Thomisus citrinellus Simon, 1875
- Thomisus congoensis Comellini, 1957
- Thomisus dalmasi Lessert, 1919
- Thomisus danieli Gajbe, 2004
- Thomisus daradioides Simon, 1890
- Thomisus dartevellei Comellini, 1957
- Thomisus dentiger (Thorell, 1887)
- Thomisus destefanii Caporiacco, 1941
- Thomisus dhakuriensis Tikader, 1960
- Thomisus dhananjayi Gajbe, 2005
- Thomisus duriusculus (Thorell, 1877)
- Thomisus dyali Kumari & Mittal, 1997
- Thomisus elongatus Stoliczka, 1869
- Thomisus eminulus Tang & Li, 2010
- Thomisus galeatus Simon, 1909
- Thomisus ghesquierei Lessert, 1943
- Thomisus godavariae Reddy & Patel, 1992
- Thomisus gouluensis Peng, Yin & Kim, 2000
- Thomisus granulatus Karsch, 1880
- Thomisus granulifrons Simon, 1906
- Thomisus guadahyrensis Keyserling, 1880
- Thomisus guangxicus Song & Zhu, 1995
- Thomisus hararinus Caporiacco, 1947
- Thomisus hui Song & Zhu, 1995
- Thomisus hunanensis Peng, Yin & Kim, 2000
- Thomisus ilocanus Barrion & Litsinger, 1995
- Thomisus iswadus Barrion & Litsinger, 1995
- Thomisus italongus Barrion & Litsinger, 1995
- Thomisus janinae Comellini, 1957
- Thomisus jocquei Dippenaar-Schoeman, 1988
- Thomisus kalaharinus Lawrence, 1936
- Thomisus katrajghatus Tikader, 1963
- Thomisus keralae Biswas & Roy, 2005
- Thomisus kitamurai Nakatsudi, 1943
- Thomisus kiwuensis Strand, 1913
- Thomisus kokiwadai Gajbe, 2004
- Thomisus krishnae Reddy & Patel, 1992
- Thomisus labefactus Karsch, 1881
- Thomisus laglaizei Simon, 1877
- Thomisus lamperti Strand, 1907
- Thomisus leucaspis Simon, 1906
- Thomisus litoris Strand, 1913
- Thomisus lobosus Tikader, 1965
- Thomisus ludhianaensis Kumari & Mittal, 1997
- Thomisus machadoi Comellini, 1959
- Thomisus madagascariensis Comellini, 1957
- Thomisus magaspangus Barrion, Barrion-Dupo & Heong, 2013
- Thomisus manishae Gajbe, 2005
- Thomisus manjuae Gajbe, 2005
- Thomisus marginifrons Schenkel, 1963
- Thomisus meenae Gajbe, 2005
- Thomisus melanostethus Simon, 1909
- Thomisus mimae Sen & Basu, 1963
- Thomisus modestus Blackwall, 1870
- Thomisus natalensis Lawrence, 1942
- Thomisus nepenthiphilus Fage, 1930
- Thomisus nirmali Saha & Raychaudhuri, 2007
- Thomisus obscuratus Caporiacco, 1947
- Thomisus obtusesetulosus Roewer, 1961
- Thomisus ochraceus Walckenaer, 1841
- Thomisus odiosus O. Pickard-Cambridge, 1898
- Thomisus okinawensis Strand, 1907
- Thomisus onustus Walckenaer, 1805
- Thomisus oscitans Walckenaer, 1837
- Thomisus pateli Gajbe, 2004
- Thomisus pathaki Gajbe, 2004
- Thomisus penicillatus Simon, 1909
- Thomisus perspicillatus (Thorell, 1890)
- Thomisus pooneus Tikader, 1965
- Thomisus pritiae Gajbe, 2005
- Thomisus projectus Tikader, 1960
- Thomisus pugilis Stoliczka, 1869
- Thomisus rajani Bhandari & Gajbe, 2001
- Thomisus retirugus Simon, 1909
- Thomisus rigoratus Simon, 1906
- Thomisus rishus Tikader, 1970
- Thomisus roeweri Comellini, 1957
- Thomisus schoutedeni Comellini, 1957
- Thomisus schultzei Simon, 1910
- Thomisus scrupeus (Simon, 1886)
- Thomisus shillongensis Sen, 1963
- Thomisus shivajiensis Tikader, 1965
- Thomisus sikkimensis Tikader, 1962
- Thomisus simoni Gajbe, 2004
- Thomisus socotrensis Dippenaar-Schoeman & van Harten, 2007
- Thomisus spectabilis Doleschall, 1859
- Thomisus spiculosus Pocock, 1901
- Thomisus stenningi Pocock, 1900
- Thomisus stigmatisatus Walckenaer, 1837
- Thomisus stoliczkai (Thorell, 1887)
- Thomisus sundari Gajbe & Gajbe, 2001
- Thomisus swatowensis Strand, 1907
- Thomisus telanganaensis Pravalikha & Srinivasulu, 2015
- Thomisus tetricus Simon, 1890
- Thomisus transversus Fox, 1937
- Thomisus tripunctatus Lucas, 1858
- Thomisus tuberculatus Dyal, 1935
- Thomisus unidentatus Dippenaar-Schoeman & van Harten, 2007
- Thomisus venulatus Walckenaer, 1841
- Thomisus viveki Gajbe, 2004
- Thomisus vulnerabilis Mello-Leitão, 1929
- Thomisus wangi Tang, Yin & Peng, 2012
- Thomisus whitakeri Gajbe, 2004
- Thomisus yarang Wang, Lu & Z. S. Zhang, 2024
- Thomisus yemensis Dippenaar-Schoeman & van Harten, 2007
- Thomisus zaheeri Parveen, Khan, Mushtaq, Ahmad & Rana, 2008
- Thomisus zhui Tang & Song, 1988
- Thomisus zuluanus Lawrence, 1942
- Thomisus zyuzini Marusik & Logunov, 1990

Selon World Spider Catalog (version 23.5, 2023) :
- † Thomisus defossus Scudder, 1890
- † Thomisus disjunctus Scudder, 1890
- † Thomisus lividus Heer, 1865
- † Thomisus resutus Scudder, 1890
- † Thomisus sulzeri Heer, 1865

## Systématique et taxinomie
Ce genre a été décrit par Walckenaer en 1805.

## Publication originale
- Walckenaer, 1805 : Tableau des aranéides ou caractères essentiels des tribus, genres, familles et races que renferme le genre Aranea de Linné, avec la désignation des espèces comprises dans chacune de ces divisions. Paris, p. 1-88.